# Koniecpolski

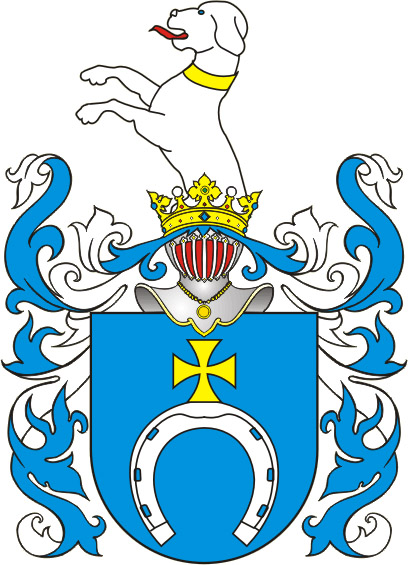
Das Adelswappen der Familie von Koniecpolski, Wappengemeinschaft Pobóg

Koniecpolski ist der Name eines polnischen Hochadelsgeschlechts, die weibliche Form des Namens lautet Koniecpolska.
Bedeutende Träger dieses Namens waren:
- Stanisław Koniecpolski (1594–1646), polnischer Staatsmann, Feld- und Großhetman der polnischen Krone, Starost und Wojewode
- Stanisław Jan Koniecpolski
- Aleksander Koniecpolski